# Xã Caseyville, Quận St. Clair, Illinois
Xã Caseyville (tiếng Anh: Caseyville Township) là một xã thuộc quận St. Clair, tiểu bang Illinois, Hoa Kỳ. Năm 2010, dân số của xã này là 31.996 người.